# Album al numero uno nella Billboard 200 nel 1985

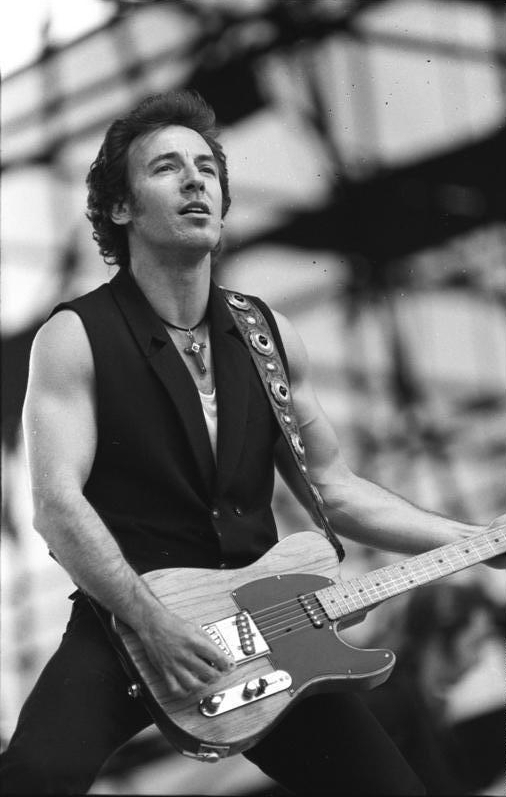
Born in the U.S.A., del cantante Bruce Springsteen, è rimasto per tutto il 1985 nella Top 10 della Billboard 200 (incluse 3 settimane in vetta), diventando anche l'album con le migliori prestazioni.

Di seguito è proposta la lista degli album al numero uno nella Billboard 200 nel 1985.
La Billboard 200, pubblicata settimanalmente dalla rivista Billboard, considera gli album e gli EP più venduti negli Stati Uniti. Prima che la Nielsen SoundScan iniziasse il tracciamento delle vendite nel 1991, Billboard stimava le vendite degli album chiedendo a campione i dati ai vari negozi della nazione, raccolti tramite telefono, fax o messaggio. I dati raccolti nei vari negozi si basavano principalmente sulla popolarità degli album e non sulle vendite effettive.

## Billboard 200
| † | Indica l'album con le migliori prestazioni del 1985 |

| Data         | Album                     | Artista                   | Tot. sett. #1 | Fonti  |
| ------------ | ------------------------- | ------------------------- | ------------- | ------ |
| 5 gennaio    | Purple Rain               | Prince e i the Revolution | 24            | [ 4 ]  |
| 12 gennaio   | Purple Rain               | Prince e i the Revolution | 24            | [ 5 ]  |
| 19 gennaio   | Born in the U.S.A. †      | Bruce Springsteen         | 3             | [ 6 ]  |
| 26 gennaio   | Born in the U.S.A. †      | Bruce Springsteen         | 3             | [ 7 ]  |
| 2 febbraio   | Born in the U.S.A. †      | Bruce Springsteen         | 3             | [ 8 ]  |
| 9 febbraio   | Like a Virgin             | Madonna                   | 3             | [ 9 ]  |
| 16 febbraio  | Like a Virgin             | Madonna                   | 3             | [ 10 ] |
| 23 febbraio  | Like a Virgin             | Madonna                   | 3             | [ 11 ] |
| 2 marzo      | Make It Big               | Wham!                     | 3             | [ 12 ] |
| 9 marzo      | Make It Big               | Wham!                     | 3             | [ 13 ] |
| 16 marzo     | Make It Big               | Wham!                     | 3             | [ 14 ] |
| 23 marzo     | Centerfield               | John Fogerty              | 1             | [ 15 ] |
| 30 marzo     | No Jacket Required        | Phil Collins              | 7             | [ 16 ] |
| 6 aprile     | No Jacket Required        | Phil Collins              | 7             | [ 17 ] |
| 13 aprile    | No Jacket Required        | Phil Collins              | 7             | [ 18 ] |
| 20 aprile    | No Jacket Required        | Phil Collins              | 7             | [ 19 ] |
| 27 aprile    | We Are the World          | USA for Africa            | 3             | [ 20 ] |
| 4 maggio     | We Are the World          | USA for Africa            | 3             | [ 21 ] |
| 11 maggio    | We Are the World          | USA for Africa            | 3             | [ 22 ] |
| 18 maggio    | No Jacket Required        | Phil Collins              | 7             | [ 23 ] |
| 25 maggio    | No Jacket Required        | Phil Collins              | 7             | [ 24 ] |
| 1º giugno    | Around the World in a Day | Prince e i the Revolution | 3             | [ 25 ] |
| 8 giugno     | Around the World in a Day | Prince e i the Revolution | 3             | [ 26 ] |
| 15 giugno    | Around the World in a Day | Prince e i the Revolution | 3             | [ 27 ] |
| 22 giugno    | Beverly Hills Cop         | Soundtrack                | 2             | [ 28 ] |
| 29 giugno    | Beverly Hills Cop         | Soundtrack                | 2             | [ 29 ] |
| 6 luglio     | No Jacket Required        | Phil Collins              | 7             | [ 30 ] |
| 13 luglio    | Songs from the Big Chair  | Tears for Fears           | 5             | [ 31 ] |
| 20 luglio    | Songs from the Big Chair  | Tears for Fears           | 5             | [ 32 ] |
| 27 luglio    | Songs from the Big Chair  | Tears for Fears           | 5             | [ 33 ] |
| 3 agosto     | Songs from the Big Chair  | Tears for Fears           | 5             | [ 34 ] |
| 10 agosto    | Reckless                  | Bryan Adams               | 2             | [ 35 ] |
| 17 agosto    | Reckless                  | Bryan Adams               | 2             | [ 36 ] |
| 24 agosto    | Songs from the Big Chair  | Tears for Fears           | 5             | [ 37 ] |
| 31 agosto    | Brothers in Arms          | Dire Straits              | 9             | [ 38 ] |
| 7 settembre  | Brothers in Arms          | Dire Straits              | 9             | [ 39 ] |
| 14 settembre | Brothers in Arms          | Dire Straits              | 9             | [ 40 ] |
| 21 settembre | Brothers in Arms          | Dire Straits              | 9             | [ 41 ] |
| 28 settembre | Brothers in Arms          | Dire Straits              | 9             | [ 42 ] |
| 5 ottobre    | Brothers in Arms          | Dire Straits              | 9             | [ 43 ] |
| 12 ottobre   | Brothers in Arms          | Dire Straits              | 9             | [ 44 ] |
| 19 ottobre   | Brothers in Arms          | Dire Straits              | 9             | [ 45 ] |
| 26 ottobre   | Brothers in Arms          | Dire Straits              | 9             | [ 46 ] |
| 2 novembre   | Miami Vice                | Artisti vari              | 11            | [ 47 ] |
| 9 novembre   | Miami Vice                | Artisti vari              | 11            | [ 48 ] |
| 16 novembre  | Miami Vice                | Artisti vari              | 11            | [ 49 ] |
| 23 novembre  | Miami Vice                | Artisti vari              | 11            | [ 50 ] |
| 30 novembre  | Miami Vice                | Artisti vari              | 11            | [ 51 ] |
| 7 dicembre   | Miami Vice                | Artisti vari              | 11            | [ 52 ] |
| 14 dicembre  | Miami Vice                | Artisti vari              | 11            | [ 53 ] |
| 21 dicembre  | Heart                     | Heart                     | 1             | [ 54 ] |
| 28 dicembre  | Miami Vice                | Artisti vari              | 11            | [ 55 ] |

Note:
1. ↑  Ha raggiunto il numero uno anche nel 1984
2. 1 2  Ha raggiunto il numero uno anche nel 1986